# دژان رادونیچ (بازیکن فوتبال)
دژان رادونیچ (کرواتی: Dejan Radonjić؛ زادهٔ ۲۳ ژوئیهٔ ۱۹۹۰) بازیکن فوتبال اهل کرواسی است.

## باشگاهی
از باشگاه‌هایی که در آن بازی کرده‌است می‌توان به باشگاه فوتبال مکابی تل آویو، باشگاه فوتبال دینامو زاگرب، و باشگاه فوتبال کریلیا سووتوف سامارا اشاره کرد.